# Gottes General – Schlacht um die Freiheit

Fahne, die von den Cristeros im Film getragen wird. Übersetzung: Lang lebe Christus der König – und unsere Liebe Frau von Guadalupe

Gottes General – Schlacht um die Freiheit (Originaltitel: For Greater Glory) ist ein 2012 veröffentlichtes historisches Kriegsdrama unter der Regie von Dean Wright und Drehbuchautor Michael Love, basierend auf den Ereignissen des Guerra-Cristera-Krieges. Als Darsteller fungieren Andy García, Eva Longoria, Oscar Isaac, Rubén Blades, Peter O’Toole (sein letzter veröffentlichter Film vor seinem Tod) und Bruce Greenwood. Der Film war das Regiedebüt für Wright, der für die visuellen Effekte in Filmen wie Titanic (1997), Der Herr der Ringe: Die zwei Türme (2002) und Der Herr der Ringe: Die Rückkehr des Königs (2003) verantwortlich war.

## Handlung
Der Film beginnt mit Bildschirmtiteln, die die anti-katholischen Bestimmungen der mexikanischen Verfassung von 1917 beschreiben. Der Bürgerkrieg bricht aus, als der neu gewählte mexikanische Präsident Plutarco Elías Calles ein gewaltsames Vorgehen gegen die katholischen Gläubigen des Landes beginnt. Der Film schildert das Gemetzel, indem er zeigt, wie Kirchen in Brand gesteckt, katholische Priester ermordet und zahllose gläubige Bauern getötet und ihre Leichen als Warnung für andere öffentlich an Telegrafenmasten aufgehängt werden.
Die Geschichte wechselt zu Pater Christopher, einem katholischen Priester, der von den Federales rücksichtslos ermordet wird. Ein 13-jähriger Junge, José Luis Sánchez (Mauricio Kuri), wird Zeuge des Mordes. Getrieben von der Liebe zu seinem Glauben und der Wut über die Ungerechtigkeiten, die an Pater Christopher und der Kirche in Mexiko begangen wurden, schließt er sich den Rebellen, den Cristeros („Soldaten für Christus“) an, die gegen Calles kämpfen. Ihr Schlachtruf ist „¡Viva Cristo Rey!“ („Lang lebe Christus der König“). Der Rebellenführer, der pensionierte General Enrique Gorostieta, ein Agnostiker, interessiert sich für den jungen José, der bald sein Schützling wird. Im Kampf gegen die Federales wird José später in einem Feuergefecht gefangen genommen und gefoltert, um ihn zu zwingen, seinem Glauben an Gott abzuschwören. Als er entschlossen seinen Glauben verteidigt, wird er hingerichtet. Im nächsten Jahr wird Gorostieta in einer Schlacht bei Jalisco getötet, nachdem er zum Katholizismus übergetreten ist. Im Jahr 1929 werden jedoch Vereinbarungen getroffen, um die religiösen Freiheiten wiederherzustellen. Papst Benedikt XVI. sprach José 2005 selig, zusammen mit 12 anderen Märtyrern der religiösen Verfolgung.

## Produktion

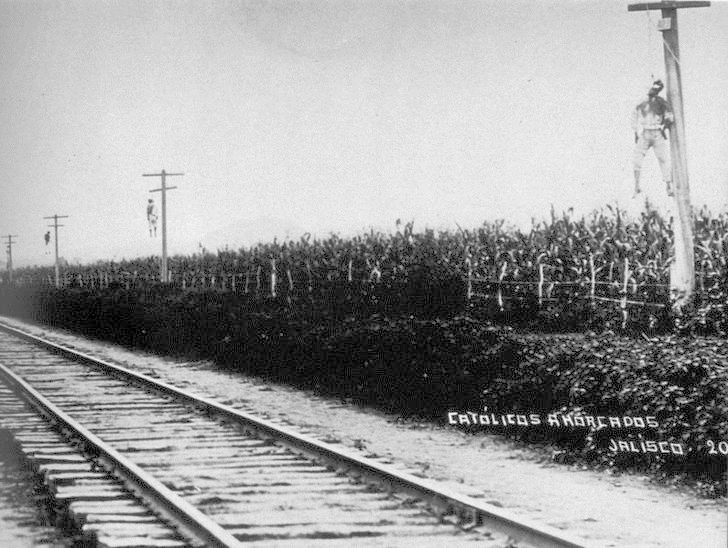
Foto, das für den Film nachgestellt wurde.

Der Film basiert auf „The Cristero Rebellion“, der 1976 verfassten Chronik des Krieges des in Mexiko lebenden französischen Historikers Jean Meyer.
Die Dreharbeiten begannen im Mai 2010 und dauerten 12 Wochen. Die Produktion fand zwischen dem 31. Mai 2010 und dem 16. August 2010 statt. Gedreht wurde in Mexiko-Stadt, Durango, Zacatecas, San Luis Potosí, Tlaxcala und Puebla. Darunter auch in einem ökologischen Reservat, dem Nationalpark Sierra de Órganos in der Stadt Sombrerete, Mexiko.
An einer Stelle stellt der Regisseur ein berühmtes Foto nach, auf dem die Leichen hingerichteter Cristeros an Telefonmasten hängen, aber im Film sind sie von einem fahrenden Zug aus zu sehen.

## Veröffentlichung
Der Film startete erfolgreich in Mexiko und belegte den ersten Platz bei den Bruttoeinnahmen an den Kinokassen und den zweiten Platz bei den Gesamteinnahmen, hinter Titanic 3D. Weltweit spielte der Film kumulierte 10,1 Mio. $ ein.

## Rezeption
Gottes General – Schlacht um die Freiheit hat gemischte Kritiken erhalten. Ab 2021 hält er eine 35%ige Bewertung auf Metacritic, basierend auf 17 Kritiken, und eine 20%ige Bewertung auf Rotten Tomatoes, basierend auf 49 Kritiken. Auf der letztgenannten Seite heißt es: „Der Film hat lobenswerte Ziele, aber For Greater Glory scheitert letztendlich an einem überladenen Drehbuch, dünn geschriebenen Charakteren und einer übermäßig vereinfachten Dramatisierung der historischen Ereignisse.“
Volker Schönenberger fasste den Film so zusammen: „Gottes General – Schlacht um die Freiheit“ sollte Hollywood-Format erhalten, das ist zweifelsohne gelungen. Etwas glattes, gleichwohl beeindruckendes episches Breitwand-Kino.
Filme-Sammler schlussfolgerte: ""Gottes General – Schlacht um die Freiheit" bringt ein hierzulande doch sehr wenig bekanntes Stück Zeitgeschichte auf die Leinwand. Zeitweise ist der in Mexiko bereits 2012 veröffentlichte Film durchaus packend und spannend, jedoch besonders gegen Ende hin relativ träge und in die Länge gezogen."
Stephen Holden von der New York Times beschrieb den Film als „altmodisches Epos im Hollywood-Stil“ und meinte, dass er sich gut mit christlichen Megahits der 1950er Jahre wie Das Gewand vergleichen lasse. Am zufriedensten war er mit Dean Wright, dessen Regie er als „beeindruckend großzügig“ bezeichnete. Der Komponist James Horner erhielt ebenfalls gute Noten für seine Musik, die Holden als „erhebend, ohne sirupartig zu sein“ empfand und die eine „inspirierende Stimmung“ erzeugte.

## Auszeichnungen
Der Film erhielt die folgenden Auszeichnungen und Nominierungen:
Bei den ALMA Awards 2012 erhielt er Nominierungen:
- Beliebtester Film
- Beliebtester Schauspieler: Andy García
- Beliebteste Schauspielerin: Drama/Abenteuer – Eva Longoria
- Beliebtester Nebendarsteller: Oscar Isaac
- Bevorzugter Filmschauspieler – Nebenrolle – Rubén Blades

Bei den Ariel Awards 2013:
Nominiert:
- Silberner Ariel Beste Art Direction (Mejor Diseño de Arte)
- Salvador Parra

Bei den Image Awards 2013:
- Nominiert
- Image Award Herausragender internationaler Kinofilm

Bei den MovieGuide Awards 2013:
Gewonnen.
- Preis für Glaube und Freiheit

Gewonnen
- Grace Award – Inspirierendste Leistung im Film – Andy Garcia

Nominiert
- Epiphanie-Preis – Inspirierendster Film

Nominiert
- Grace Award – Inspirierendste Leistung im Film

Mauricio Kuri
Beim Mirabile Dictu 2012:
- Andy Garcia als Bester Schauspieler[11]